# 中信兄弟
中信兄弟是台灣一支職業棒球隊，隸屬於中華職棒大聯盟，此隊為中信金控旗下的職業運動隊伍之一，目前也同時擁有職業籃球隊台灣職業籃球大聯盟中信特攻以及職業電子競技戰隊中信飛牡蠣之企業。儘管以往的中信鯨和日後的中信兄弟均和中信集團存在聯繫，但兩者的主導單位並不相同，且中信兄弟也同時承接兄弟象的歷史，因此在中職及官方記錄上仍銜接前身兄弟象隊史記錄
。主場為臺中洲際棒球場。前身為兄弟象，包含其前身，目前共拿下19次季冠軍與10次總冠軍，其中季冠軍次數為各隊最多，總冠軍次數與統一7-ELEVEn獅並列最多。

## 球團歷史

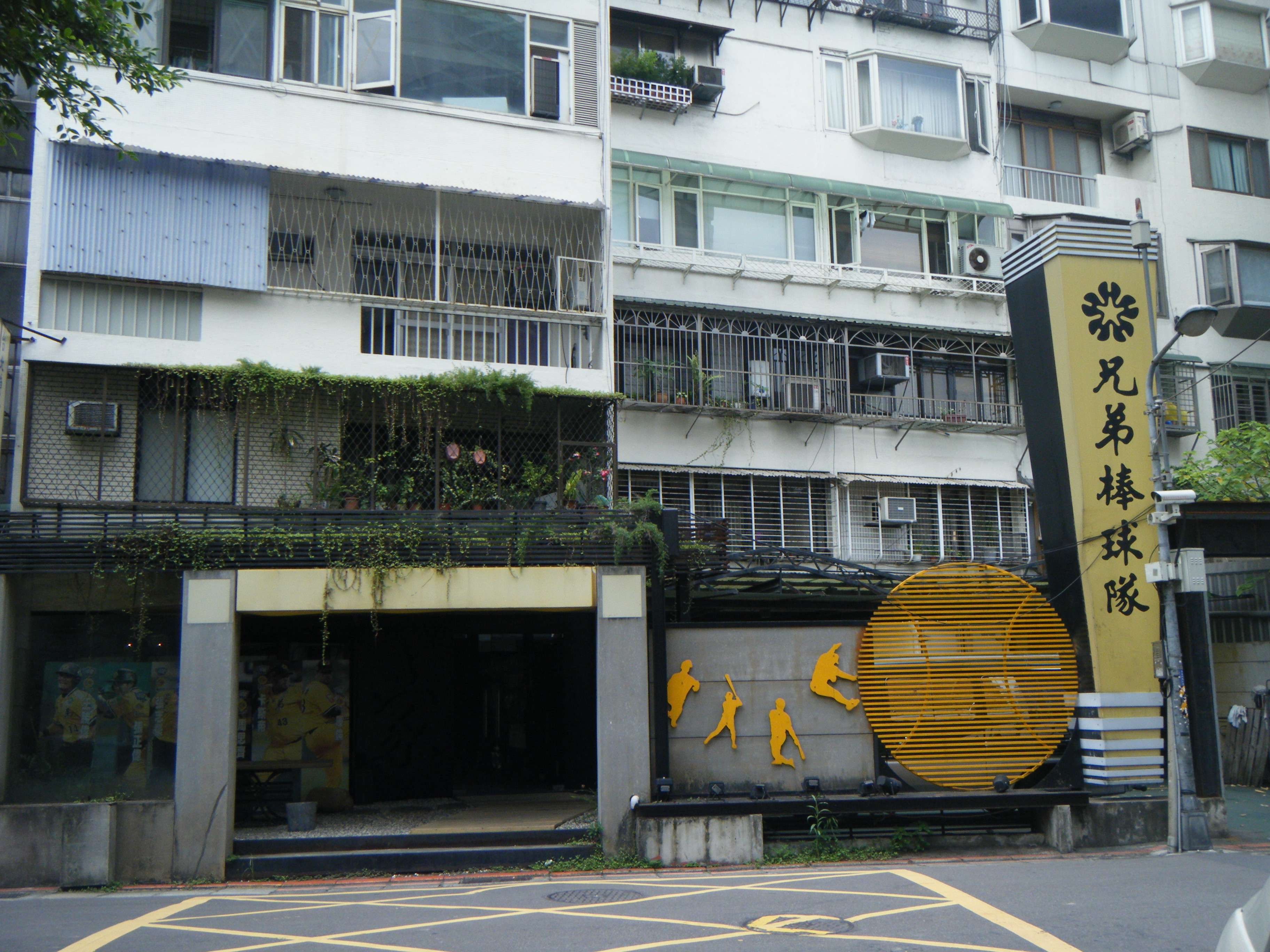
兄弟象時期位於台北市慶城街的商品部

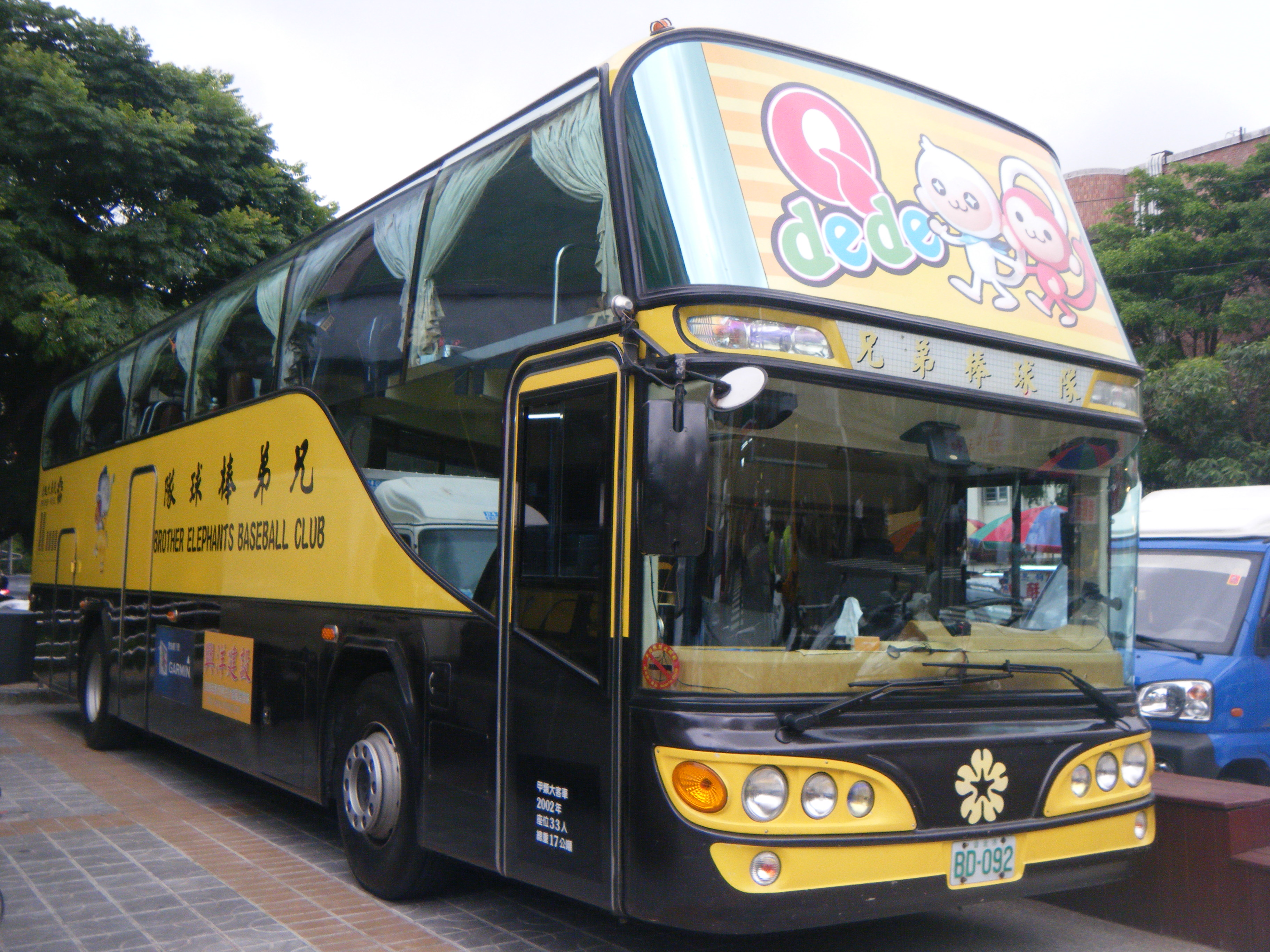
兄弟象時期的球隊巴士

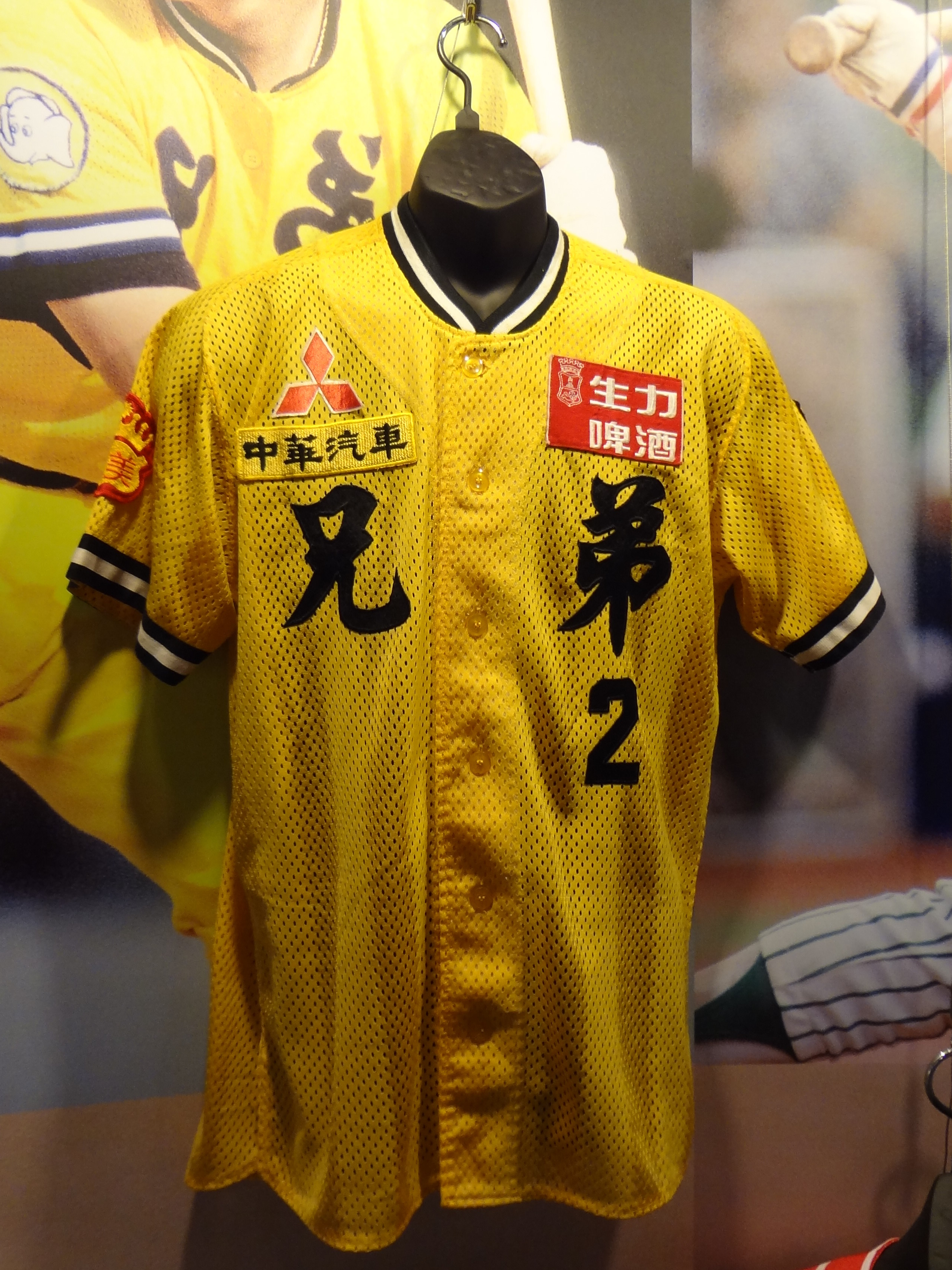
兄弟象時期比賽球衣

### 兄弟飯店棒球隊（1984年－1989年）
1984年9月1日：熱愛棒球的兄弟大飯店洪家5兄弟決定成立「兄弟大飯店棒球隊」，是第一代兄弟象隊，球員共13人，由曾紀恩擔任總教練。兄弟飯店棒球隊成軍（乙組球隊）。
1985年3月12日：獲中正盃成棒乙組錦標賽冠軍，升級為甲組成棒第10隊。隔年在第1屆甲組成棒聯賽創14連勝紀錄，奪下首座甲組成棒盃賽冠軍。
1985年4月4日：位於龍潭的兄弟大飯店棒球場動工。
1986年11月1日：兄弟大飯店棒球場啟用，成為第一支擁有專屬球場的球隊。
1988年9月5日：「職棒籌備委員會」確立兄弟、統一、三商、味全為中華職棒創始的四個球團。
1989年10月23日：中華職棒在兄弟大飯店舉行成立大會，中華民國棒球協會理事長唐盼盼出任會長，兄弟大飯店董事長洪騰勝出任首任秘書長。後來洪騰勝贏得「職棒之父」美譽。

### 兄弟象（1990年－2013年）

#### 1990年－1999年
1990年3月17日：中華職棒開幕戰在臺北市立棒球場揭幕，兄弟象以3:4敗給統一獅，張永昌成為職棒首位敗戰投手。
4月5日：三商虎與兄弟象以四比四戰成平手，成為中華職棒史上第一場和局。
4月22日：王光輝於比賽中漏踩本壘板。
4月29日：龍象戰湧進16000人，臺北球場首次滿場。
12月12日：旅日球員林文城、吳復連加盟兄弟象。
1991年6月29日：首度寫下十連勝，創隊史最高連勝記錄。
8月20日：兄弟象迷與三商虎球員群毆，稱為八二〇事件。
11月14日：曾紀恩在高雄市立立德棒球場與中日龍友誼賽後宣佈引退；森下正夫以代總教練接掌兵權。
1992年1月14日：林易增與陳彥成代替郭建霖、呂明賜從味全龍轉到兄弟象，「呂明賜事件」落幕。
10月24日：上下半季皆拿冠軍，自動成為職棒三年總冠軍。
11月7日：代總教練森下正夫離隊，遺缺由山根俊英繼任成為兄弟隊史上第三位總教練。
1993年10月23日：以4勝2敗擊敗統一獅，成為職棒四年總冠軍。成為中華職棒首支二連霸球隊。
1994年5月28日：總教練山根俊英發出「上半季不封王，我就切腹」豪語。
6月4日：球隊再度十連勝追平中華職棒記錄。
10月15日：上、下半球季皆封王，完成中華職棒史上暨隊史首次三連霸，建立「兄弟王朝」。
1995年4月7日：陳義信78球完封時報鷹，創最少球數完封紀錄。
1996年5月23日：洪一中蹲滿2000局，中華職棒捕手第一人。
8月3日：陳義信、洪一中、李文傳、陳逸松、吳復連五人在臺中遭黑道持槍押走。
11月12日：包括洪一中、吳復連、王光輝共9位中職球星，於公開表明終止契約，集體跳槽至台灣大聯盟。王光輝2天後發表公開信續留象隊。
1997年8月25日：奧力偉連續五場全壘打破紀錄。
9月1日：兄弟象單場得23分、奧力偉11打點均破中華職棒紀錄。
9月4日：林易增創下連續31場次安打紀錄。
1998年2月7日：洪瑞河宣佈如象隊有人涉賭，將解散球隊。
1999年3月13日：李居明跳槽台灣大聯盟事件曝光，4天後象隊表明放棄李居明，李居明結束與象隊近15年的賓主關係。

#### 2000年－2009年
2000年1月14日：吸收原三商虎隊劉義傳、蔡豐安，與先前遭興農牛釋出的張協進。
6月3日：林易增於新竹市立中正棒球場打出生涯第九百支安打，同時也是象隊全隊第九千支安打。
7月15日：職棒第一千場比賽在台北市立棒球場舉行，當天並為因腰傷引退之球員邱麒璋舉行引退儀式。
10月1日：台北市立棒球場最後一場職棒比賽，舉行主場紀念賽，賽後球迷進場中挖掘紅土留念。
2001年3月17日：盜帥林易增舉行引退賽，球迷熱情不捨，林易增一安打一盜壘刺，留下全場球迷不捨的呼喚。
8月31日：陳致遠於十局延長賽中，擊出聯盟史上第四支再見滿貫全壘打。
10月14日：台灣大賽在一勝三敗的絕對劣勢下，兄弟象靠三連勝，逆轉以四勝三敗奪得職棒十二年台灣大賽冠軍。
2002年10月15日：以三連勝擊敗中信鯨隊拿下職棒十三年台灣大賽冠軍，完成連霸。
2003年6月15日：李志傑、王金勇、郭一峰連續擊出3支全壘打，追平中華職棒連續全壘打紀錄。
8月18日：兄弟象的球隊巴士在中山高速公路上與五崧貨運公司貨車司機發生超車糾紛。
10月12日：陳水扁總統親臨澄清湖棒球場觀看台灣大賽第二戰，該場兄弟象以1:9敗給興農牛。
10月18日：在天母棒球場擊敗興農牛，以四勝兩負拿下台灣大賽，完成隊史第二次三連霸。
2004年4月25日：陳懷山與王金勇策動三殺守備（打者陽森），為聯盟歷年第11次，同時也為陳懷山個人生涯第2次。
2005年6月26日：於花蓮縣立德興棒球場出戰中信鯨，比賽二度因雨中斷，比賽長達6小時34分破最長比賽時間記錄（中斷3小時10分）。
7月23日：代訓球員陳冠任在明星賽中擊敗各打擊好手，成為首位以代訓球員奪下全壘打王的黑馬。
7月27日：蔡豐安從中信鯨隊投手高建三手中擊出三分打點全壘打，締造隊史第6000分打點。
10月24日：林易增在帶軍五年後卸任總教練，由吳思賢接手成為兄弟隊史上第八位總教練。
2006年4月29日：馮勝賢達成個人生涯第100次盜壘成功，象隊史上繼林易增後第二位達成此紀錄球員。
8月3日：蔡豐安遭釋出，「黃金三劍客」宣告解體。
8月13日：陳致遠達成個人職棒第100次盜壘成功，象隊史上繼林易增、馮勝賢後，第三位達成此紀錄球員。
8月16日：連續38局未得分，破中華職棒紀錄。
9月1日：創隊22週年隊慶對戰統一獅，在一度以9:1落後的情況下於第8、9局上演絕地大反攻，硬是以9:10取得再見勝，結束近一個月來13連敗難堪戰績。
9月14日：在斗六棒球場對上中信鯨，彭政閔擊出右外野方向全壘打，隊史第900號全壘打。
10月23日：球季結束後教練團人事異動由王光輝接掌總教練一職，成為兄弟隊史上第九位總教練。
2007年4月22日：在天母棒球場對上誠泰COBRAS以17比9拿下勝利，為兄弟象隊史上第800勝。
10月8日：彭政閔成為隊史第1位打出第100支全壘打的球員（聯盟第7位）。
2008年11月2日：在總冠軍賽第7場以0:4不敵統一獅，兄弟象的台灣大賽不敗神話遭到終結。
2009年3月28日：彭政閔在職棒二十年開幕戰中，從統一獅潘威倫手中擊出聯盟第六千支全壘打。
4月25日：旅美投手曹錦輝返台加盟兄弟象後初登板投球拿下勝投，亦是兄弟象隊成軍以來的第900勝紀錄，也替兄弟象隊終止球隊9連敗的低潮。此後，曹錦輝只要登板先發當天都會為球隊帶來不小的商機效應。
10月4日：在斗六棒球場以7:2擊敗統一獅拿下中華職棒20年下半季的的冠軍，再度打進總冠軍賽。
10月24日：台灣大賽第六戰在台南棒球場對戰統一獅締造史上最長延長局數17局，最後17局上由王勝偉打出致勝一分5:4擊敗統一獅將台灣大賽逼至第七戰，此戰歷時六小時十四分。
10月25日：於總冠軍賽第7場以2:5再度不敵統一獅無緣總冠軍，成為史上第1支連續2年在總冠軍賽鎩羽而歸的球隊。
10月26日：爆發假球事件，板橋地檢署及法務部調查局台北市調察處搜索球員宿舍，約談兄弟象隊投手曹錦輝、La New熊隊投手張誌家及興農牛隊野手謝佳賢等6名球員到案說明。
10月28日：兄弟象前投手莊宏亮坦承打假球，與簽賭首腦「雨刷」蔡政宜集資，並有多名象隊球員配合，檢調再度約談多名球員以蒐集證據。
10月29日：假球案共約談了曹錦輝、王勁力、吳保賢、朱鴻森、李濠任、買嘉瑞、黃正偉、郭一峰、黃榮義等人。
10月30日：兄弟球團正式開除王勁力、吳保賢、朱鴻森、李濠任，至於投手曹錦輝與總教練中込伸，兄弟球團已決定不續約。
11月2日：兄弟球團開除捕手汪竣泰，坦承打放水球並以8萬交保並繳回不法所得。
11月5日：兄弟象領隊洪瑞河宣佈，由內野手「阿振」陳瑞振接象隊總教練兵符，他自己也將卸下18年領隊職務，由球隊管理楊愛華升任領隊。
11月9日：兄弟象正式宣佈秋訓開訓，洪瑞河「有球員涉案就解散球隊」的承諾正式跳票，引發PTT BBS棒球板大批「隱藏密碼」的酸文風潮。

#### 2010年－2013年
2010年
1月6日：先發主力投手「阿鈣」廖誠坦承2007年曾收下雨刷集團六十萬台幣；事後象隊立刻宣布給予開除，廖誠季賽固定在每週日先發，隊上繼「恰恰」彭政閔後的另一個人氣球員，象隊對他期待甚深如今已成歷史。
5月21日：彭政閔在新竹中正棒球場，七局下從興農牛隊張耿豪手中擊出二壘安打，帶有一分打點，為生涯525分打點，超越王光輝，成為隊史打點最多球員。
8月18日：兄弟象與La new熊在台中棒球場對戰，六局下彭政閔從黃欽智手中擊出一壘安打，擊出職棒生涯第一千支安打紀錄，以844場出賽、3469打席、2838打數成為中華職棒史上最快達成千安球員（原中職最快達成紀錄：黃忠義876場、張泰山3676打席、羅敏卿3244打數）。
8月20日：中華職棒兄弟象隊三壘手黃仕豪單局發生兩次失誤。遭陳瑞振總教練換下場後，因不服氣而怒摔手套，被陳瑞振以左鉤拳痛毆。事後兄弟象隊試圖掩飾，但早已被現場球迷及媒體目睹事件發生經過。陳瑞振最後遭聯盟禁賽2場罰款5萬元新台幣處分，也成為中職史上第一位因毆打球員被裁罰的總教練。
9月10日：兄弟象擊敗興農牛，拿下隊史千勝，成為繼統一7-ELEVEn獅後，第二個拿下千勝的球隊。
9月26日：兄弟象以7比2擊敗La new熊，拿下2010年下半季季冠軍，連續3年打進總冠軍賽。並將在10月16日和上半季季冠軍興農牛爭奪台灣大賽冠軍。
10月23日：臺灣大賽七戰四勝賽制中兄弟象以直落四橫掃興農牛，拿下隊史第七座台灣大賽冠軍，也是兄弟象的最後一座總冠軍。此系列賽兄弟象僅靠3位洋投投完4場比賽，沒有任何本土投手出賽為聯盟紀錄。
2011年
6月5日：在臺中洲際棒球場被興農牛擊敗，隊史戰績累積達一千敗，是中華職棒史上首支千敗球隊。
10月8日：例行賽最後一場在天母棒球場對戰Lamigo桃猿，最後以2:0落敗，未能拿到下半季冠軍，無緣台灣大賽及挑戰連霸。
2012年7月8日：在天母棒球場對戰統一7-ELEVEn獅，拿下隊史1100勝。
2013年
3月18日：於新球季開打前5天，因原總教練陳瑞振屢次傳出與球員有肢體衝突，球團宣布由世界棒球經典賽中華隊總教練謝長亨接任總教練，陳瑞振降調二軍打擊教練兼球探。
10月19日：兄弟象球團董事長洪瑞河召開記者會說明，由於經營困難，虧損的錢遠大於預估額，經營職棒24年虧損逾10億元，兄弟飯店已無法繼續經營，洪瑞河表示他們累了，該休息了，將於今年年底尋找買主，並表態不會另組業餘球隊，也不會再介入新球團的經營，若年底找不到買主，明年還會再打一年。
11月9日：聯盟為亞洲職棒大賽舉辦的熱身賽第二場，兄弟象與統一獅平手收場。該場比賽湧入滿場象迷，成為兄弟象本季最後一場正式比賽，賽後球迷拋出黃色彩帶向兄弟象道別。
12月3日，兄弟大飯店召開記者會宣布，將兄弟象股份有限公司股權轉賣給辜仲諒出資的華翼育樂有限公司，中信金控再以四億元取得球隊的10年冠名權與廣告合作權。

### 中信兄弟（2014年－）

#### 2014年－2020年：易主中信、七年六亞

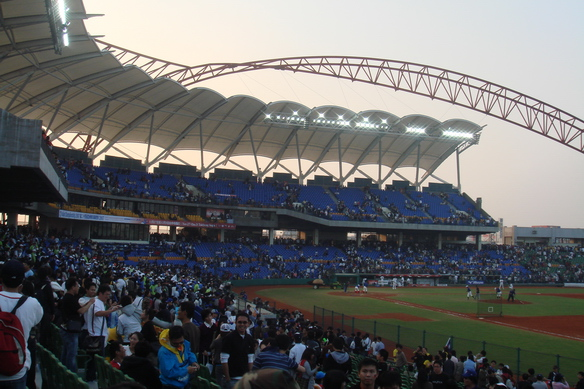
2015年起，以台中洲際棒球場為主球場。

2014年1月5日，中信金控公布新隊名為「中信兄弟」，沿用象作為球隊吉祥物及代表色黃色，首任總教練由謝長亨擔任。
1月7日，確認由中國信託商業銀行顧問陳正宏擔任總經理暨領隊。
5月29日，發布新聞稿由前中華職棒秘書長李文彬接任總經理暨領隊、原球團董事林昆煌擔任董事長，並邀請臺北市立大學教授高英傑擔任最高顧問。
10月12日，球季結束。上半季以19勝40負1和（勝率3成22）排名第四，但在下半季反而以31勝26負3和（勝率5成44）排名第一，奪得睽違6個半季的季冠軍且睽違3年再度獲得台灣大賽的門票。
10月23日，於台灣大賽以1勝4負輸給Lamigo桃猿。
2015年1月7日，宣布原領隊李文彬改任顧問，由楊培宏接任領隊。宣布認養台中洲際棒球場，以球迷為本，打造各項「主題日」活動。其中於六月舉辦的「BBS Elephants爪爪鄉民日」為官方第一次認可過去只在鄉民間稱呼象迷的用語。
7月23日，由於上半季戰績普通，宣布謝長亨改任顧問，由吳復連代理總教練。
7月25日，中信兄弟吉祥物傑米宣告引退。
8月1日，洋將耐克被球團解約，同時鄭凱文因右手骨刺要開刀導致本季報銷，
10月7日，中信兄弟在新竹市立中正棒球場以10:5擊敗Lamigo桃猿，連續兩年獲得下半季冠軍，再度打進台灣大賽。
10月25日，中信兄弟在台灣大賽中，一度取得3勝1敗，但Lamigo桃猿逆轉追平；台灣大賽最後一場，明星（Pat Misch）以無安打比賽完封中信兄弟，為台灣大賽史上的首場無安打比賽，最終戰11:0，系列賽合計3勝4敗的戰績，遭Lamigo桃猿逆轉，連兩年在台灣大賽失利。
12月19日，啟用位於屏東縣鹽埔鄉的中國信託公益園區作為春訓及二軍的訓練場地，成為首支擁有多功能球團基地的球隊。
2016年1月4日，球隊簽下自由球員林智勝與鄭達鴻，並於一軍、二軍引進外籍教練團。
3月27日，與義大犀牛在澄清湖棒球場進行雙重賽，中信兄弟在午場的比賽就火力全開，4局上連續11打數都擊出安打而刷新中職紀錄，單局灌進8分，全場合計擊出23支安打，終場以12比3打敗義大，收下隊史第1,300勝，同時開季前5戰豪取45分也打破中華職棒紀錄。
4月7日，由蔣智賢對義大犀牛轟出再見全壘打以10:9贏球，自3月26日的比賽開始，拿下9連勝，為中信接手經營後新高。
4月24日，率先追平前三商虎名將「鯊魚」鄭幸生的「鯊魚障礙」開季連續安打紀錄的蔣智賢，在挑戰連續第22場時，義大犀牛單場對他投出4次保送，賽後也引發熱烈討論。
5月3日，張志豪打破鄭幸生與蔣智賢共同保持的開季連續安打紀錄。巧合的是，鄭幸生也同樣在1990年5月3日達成開季連21場連續擊出安打。不過終場中信兄弟不敵義大犀牛。
6月10日，於主場以7：5擊敗義大犀牛，取得中信兄弟隊史第3座季冠軍。中信兄弟成為中職史上首支陣中有2位30轟以上球員（蔣智賢和林智勝）的球隊，連續3年闖入台灣大賽。
10月29日，於2016年總冠軍賽交戰下半季冠軍義大犀牛，前兩場獲得2勝的領先，第3戰也一度取得6:1領先，但在單局因守備失誤被義大攻下8分逆轉戰局後，後面的比賽卻是一兵敗如山倒，第6戰一路領先到第8局卻在第9局被逆轉，最後以2勝4敗不敵義大犀牛，連3 年在台灣大賽失利。
2017年1月8日，教練團全面改組，總教練吳復連、教練李安熙、廖剛池、陳保宏、林明憲遭到撤換，聘請美籍教練史耐德（Cory Snyder）擔任新任總教練。
10月23日，因為Lamigo桃猿在例行賽最終戰勝利包辦上下半季冠軍，得以上半季戰績30勝3和27敗（排名第2）、下半季戰績墊底、年度第3的成績和年度第2名的統一獅進行5戰3勝制的季後挑戰賽。儘管發生了五虎將等爭議事件，但是中信兄弟仍在季後挑戰賽以3勝1敗擊敗統一獅，闖進台灣大賽。
11月2日，台灣大賽，中信兄弟與包辦上下半季冠軍，獲得一場保送勝利的Lamigo桃猿對決，雖然在第1場奪勝，但是後來連吞3敗，連4年在台灣大賽失利。
11月7日，球團發出新聞稿表示考慮球隊長期發展，並進行球隊重整，宣布陳鴻文、林克謙、林煜清、鄭達鴻、蔣智賢、張正偉、羅國華等七人，於今年合約屆滿後，將不予續約，為主力球員釋出事件後做出了戰力調整，令許多球迷不滿， 發起連署要求領隊劉志威下台。這7位球員除鄭達鴻與羅國華退役外，其他5位球員均於隔年轉戰富邦悍將。
2018年3月16日，中信兄弟公布主客場新球衣，並且在洲際棒球場花費三千萬元改建球場部分設施。史耐德總教練實行投手「假先發」策略，戰況有一些好轉。
4月1日，於賽後進行林威助的引退儀式，正式從球員身份引退，轉任二軍總教練。
6月9日，艾迪頓率領中信兄弟主場11：0大勝統一獅，為賽季第一次無安打比賽。
7月2日，於季中選秀會上簽下結束旅外生涯的投手李振昌。
9月28日，紐維拉於教師節助隊在主場1：0氣走Lamigo，為賽季第二次無安打比賽，中信兄弟成為聯盟史上第1次單季2場無安打比賽的球隊。
10月4日，中信兄弟與其他三隊大亂鬥，甚至率先達到20勝，但後期再度崩盤，於客場以2：5不敵富邦悍將，確定年度戰績墊底。
10月5日，Lamigo在主場拿下下半季冠軍，「四連亞」的尷尬紀錄暫時結束。
10月7日，中信兄弟在台南球場遭統一獅瑞安（Ryan Louis Verdugo）強力封鎖，加上被郭阜林轟出再見陽春炮，成為中華職棒首次完全比賽的苦主。
10月25日，中信兄弟宣布總教練史耐德合約到期不再續約，由代理總教練的投手教練伯納（Scott Budner）真除。獲得第1個完整賽季的開路先鋒王威晨以44次盜壘成功勇奪盜壘王。張志豪以22發全壘打拿下全壘打王。
2019年1月30日，彭政閔在記者會宣布，本季結束正式引退。
4月21日，在天母棒球場最後在延長賽11局下，詹子賢敲出再見3分砲擊敗統一7-ELEVEn獅，隊長陳江和在完成千場比賽後正式引退，轉任內野助理教練兼任一壘指導員。
7月7日，在新莊棒球場與富邦悍將一役，2局上彭政閔2000支安打達成，中職史上第二人。
7月17日，在澄清湖棒球場與富邦悍將一役，彭政閔在3局下得1075分，與張泰山並列聯盟紀錄，在9局下得1076分，破聯盟紀錄。
7月19日，兄弟球團宣布與岳政華簽約，球衣背號92號。岳政華加入球隊後與哥哥岳東華正式成為隊友，也是在陳瑞昌與陳瑞振、彭政閔與彭政欣、陳致遠與陳致鵬之後，隊史第四對兄弟檔。
7月31日，周思齊在新莊棒球場達成1400出賽，聯盟第五人。
9月4日，於桃園國際棒球場對戰Lamigo桃猿隊，克服11分落後，4局上王威晨生涯首轟出爐，8局上陳子豪敲出追平安打、張志豪敲出2分打點超前安，幫助中信兄弟以15:14完成中職史上最大分差逆轉秀。
9月29日，為彭政閔引退日，於洲際棒球場正式引退，吸引20223人進場觀看。
10月1日，於洲際棒球場對戰富邦悍將最終以8比3獲勝，確定拿到下半季冠軍。
10月17日，於2019年總冠軍賽中，中信兄弟隊史第4次遇上Lamigo桃猿，前2場1勝1敗，G2更是1上就狂拿10分，但是回到主場後投手表現徹底崩盤。台灣大賽第五場賽事中，中信兄弟投手群完全崩盤，讓來犯的Lamigo狂攻20分，最終以3：20慘敗，系列賽1：4，六年內第五度在台灣大賽失利。
12月21日，中信兄弟正式公佈教練團將以本土為主，一軍總教練丘昌榮、首席教練陳江和、副領隊兼農場主管彭政閔、農場副主管藤田學接任。
2020年1月1日，中信兄弟宣布王建民接任二軍客座投手教練。
1月16日，在中國信託公益園區舉行春訓開訓典禮，宣布由林智勝擔任隊長，李振昌擔任投手隊長，王勝偉擔任副隊長。
7月1日，在桃園國際棒球場以20比0大勝樂天桃猿，並達成隊史半季最快30勝(隊史第9次、球團史第4次)；單場5支三分砲（周思齊、陳子豪、黃鈞聲、蘇緯達、許基宏），破聯盟紀錄；單局4支全壘打（黃鈞聲、蘇緯達、許基宏、陳子豪），平聯盟紀錄。
7月14日，在台南棒球場以6比1擊敗統一7-ELEVEn獅，榮獲職棒三十一年上半球季冠軍。
7月16日，在新莊棒球場以4比3擊敗富邦悍將，此役為上半季最後一場比賽，半季共獲得37勝，刷新隊史紀錄。
8月9日，在洲際棒球場出戰樂天桃猿，本場為中職31年第7732場比賽，進場人數8188人，第三千萬進場人次達成。
9月8日，登錄本年度第4輪指名的內野手林志綱，成為聯盟第1000名本土球員。
9月10日，在桃園國際棒球場與樂天桃猿的比賽中發生了波西條款改判事件，6局下陳俊秀搶攻本壘，遭主審張展榮判決為出局。樂天桃猿曾豪駒總教練提出電視輔助判決，經電視輔助判決改判因捕手陳家駒封阻壘包違反波西條款而得分。隨後中信兄弟丘昌榮總教練上場抗議未果，遭主審給予一次警告，最終以4：5輸球。此次改判引發爭議，引起各界的撻伐，面對同樣法則而產生不同判決，聯盟的公信力遭到質疑。
9月16日，在新莊棒球場，3局上許基宏擊出陽春砲，為隊史第2000支全壘打。
9月20日，在洲際棒球場與樂天桃猿最終戰，先發投手雷艾斯（Arturo Reyes）以118球、6：0完封勝，為本季首勝並拿下MVP，本場比賽亦為中信兄弟球團史第400勝。
10月8日，中信兄弟靠著岳東華6下敲出關鍵的右外野3分打點二壘安打，幫助球隊最終以8：5奪下3連勝，同時賞給樂天桃猿4連敗，更在這場勝利之後確定晉級台灣大賽。
10月21日，中信兄弟靠著富邦悍將擊敗樂天桃猿，確定全年度戰績非自力封王，也享有台灣大賽主場優勢。
10月24日，下半季封王戰中信兄弟客場2：3輸給統一獅後，中信兄弟在台灣大賽的對手確定是下半季冠軍統一獅，也是兩軍第5度交手。
11月8日，於台灣大賽中重演2015年的惡夢，取得3：1聽牌優勢後，攻守兩端遭到韌性極為強烈的統一獅頑強抵抗，不僅被逼入第7戰，更在7上發生亂流痛失4分，也是近7年以來第6度在台灣大賽失利。相較過去對戰Lamigo的4次總冠軍賽實力都是對手占優勢，這年中信兄弟是賽前較被看好的一方，卻仍無緣中信接手後的第1座總冠軍，成為中信兄弟球迷最覺得扼腕跟難以接受的結果。而中信兄弟也因數度在臺灣大賽當中失利得到了「安心亞」的稱號。
12月7日，中信兄弟公佈一軍總教練異動，一軍總教練將由原二軍總教練林威助升任，原一軍總教練丘昌榮轉任一軍首席教練，二軍總教練由原一軍外野守備教練林明憲接任。二軍的投手教練團部分，王建民真除為二軍投手教練，鄭錡鴻擔任助理投手教練。

#### 2021年－2022年：十年一刻，勇奪二連霸
2021年
1月8日，在中國信託公益園區舉行春訓開訓典禮，宣布改由王威晨擔任隊長，副隊長一職由李振昌擔任。
3月13日，中華職棒32年新球季正式在臺南市立棒球場揭幕，這是睽違13年再度於府城進行開幕戰，由統一7-ELEVEn獅隊迎戰中信兄弟隊，總統蔡英文開球。是役統一獅新秀古林睿煬先發迎戰中信兄弟洋投德保拉（José De Paula）先發，兄弟趁著統一獅前四局投出14次四壞保送，加上王威晨的盜壘、張志豪年度首轟和周思齊、詹子賢等適時安打，以10:4取得首勝，林威助奪下執教的首勝。
5月15日，中華職棒例行賽因新冠肺炎疫情在臺灣蔓延而暫停比賽。
7月13日，恢復比賽。
8月17日，於樂天桃園棒球場作客迎戰樂天桃猿，最終以9:4贏球，獲得上半季冠軍，再度取得季後賽資格。
11月20日，中信兄弟陳子豪於台中主場洲際球場出戰樂天桃猿敲出單場雙響砲，生涯99轟和100轟同場炸裂，超越張泰山成為中職史上最年輕達成生涯100轟的球員，成為聯盟第24位百轟球員，該場比賽11局下林智勝敲出再見全壘打，也是生涯第288轟，最後中信兄弟以7：6拿下勝利。
11月21日，林智勝也擊出了生涯289轟，並追平了張泰山並列成為中職最多轟球員。
11月28日，台灣大賽系列賽第2戰中信兄弟全壘打火力持續猛烈，周思齊3分砲、許基宏雙響砲，詹子賢連2戰開轟，先發投手呂彥青5局失1分好投，終場以8比3擊敗統一獅隊、奪下2連勝。周思齊於首局打出的全壘打也是他個人總冠軍賽生涯第3轟，也是繼2015年10月17日後，睽違6年再度於總冠軍賽開轟。周思齊以40歲又33天年紀在總冠軍賽開轟，為總冠軍賽史上第2年長、並改寫兄弟隊史最年長紀錄。聯盟總冠軍賽史上最年長開轟球員為林仲秋42歲又26天，兄弟原紀錄保持人為彭政閔的38歲又78天。
12月1日，中信兄弟火力全開，加上洋投華德茲、德保拉聯手壓制，在該場以5：0勝出，以直落4橫掃衛冕軍統一7-ELEVEn獅，拿下含兄弟象時期隊史第八座、睽違11年、經歷七年六亞，同時也是球團從兄弟大飯店易主至中信金控後的首座的總冠軍。這年的台灣大賽也寫下不少記錄：4場系列賽分數皆無落後給對手過、團隊前兩戰六發全壘打為最多（原紀錄為2018年Lamigo桃猿的五支）、團隊前三戰七發全壘打為最多（原紀錄為2018年Lamigo桃猿的六支），直落四橫掃統一7-ELEVEn獅後，也成為中職第一支三度在台灣大賽橫掃對手的球隊（前兩次為兄弟象時期，對手分別是2002年的中信鯨及2010年的興農牛）。
2022年1月21日，中信金控董事會通過議案，由金控旗下子公司「中國信託育樂股份有限公司」以新臺幣8090萬元取得兄弟育樂股份有限公司的營業權。
2月6日，在中國信託公益園區舉行春訓開訓典禮，正、副隊長由王威晨及李振昌繼續擔任。
2月25日，球隊正式納入中信金控集團旗下。
4月3日，中華職棒33年開季，於首場比賽交戰統一7-ELEVEn獅，二局打完0比0，因雨勢過大宣布為保留比賽。
7月10日，開幕戰進行補賽，最終以4比6不敵統一7-ELEVEn獅，中華職棒33年開幕戰確定由統一7-ELEVEn獅拿下勝利，此戰也使得中信兄弟無緣上半季冠軍。
10月21日，以0比2不敵味全龍，無緣全年度第一。
10月22日，樂天桃猿和味全龍以5比5和局，中信兄弟非自力封王獲得下半季冠軍，取得季後挑戰賽資格。
10月31日，於2022年季後挑戰賽中，以3勝1負成績晉級，取得台灣大賽資格。
11月9日，於台灣大賽以4勝0負擊敗樂天桃猿拿下總冠軍，完成二連霸。這也是包含前身兄弟象以來第二次，在台灣大賽上以「下剋上」的身份橫掃對手，同時四次以4勝0負擊敗對手封王也是中職次數最多（對手依序2002年中信鯨、2010年興農牛、2021年統一獅及今年樂天桃猿，前二次為兄弟象時期）。林威助總教練也以台灣大賽8連勝的成績突破了前兄弟象總教練林易增的7連勝紀錄，同時也是隊史在冠軍賽，首次在主場臺中洲際棒球場拋下黃色彩帶並完成封王。

#### 2023年：衛冕失利，三連霸夢碎
2023年1月26日，在中國信託公益園區舉行春訓開訓典禮，隊長由王威晨繼續擔任。
3月17日，公布主視覺及年度口號「黃潮」。
5月10日，中信兄弟公佈教練團異動，一軍總教練將由原副領隊兼農場主管彭政閔轉任，一軍野手統籌教練由原二軍總教練林明憲轉任，一軍投手教練由原二軍投手教練王建民升任，一軍投捕教練由原二軍投捕教練王竣杰升任。原一軍總教練林威助轉任球團海外發展顧問。二軍總教練由陳智弘轉任。
8月12日，一軍總教練彭政閔證實，為了讓新洋投艾士特在一軍先發初登板，決定將福來喜註銷。
10月22日，中信兄弟以9比11不敵樂天桃猿，此敗場也象徵著兄弟今年無緣季後賽，確定讓3連霸提前夢碎。
12月29日，中信兄弟宣布由平野惠一擔任新球季總教練，原總教練彭政閔因個人身體狀況而轉任二軍總教練。

#### 2024年：重返榮耀，十冠達成
2024年1月21日，在中國信託公益園區舉行春訓開訓典禮，隊長由王威晨連續第4年擔任，副隊長則由蔡齊哲擔任；並發表「春訓」專屬設計的球衣，由今年開始合作的廠商愛迪達設計，亮黃色的春訓球衣上面有著屏東訓練基地的特色：「陽光」，而LOGO上還有屏東鵝鑾鼻的燈塔圖案，都是與在地結合的特色。
3月10日，公布主視覺及年度口號「進取」。
6月16日，周思齊完成生涯千安百轟百盜，為職棒史上第九人。
8月3日，於台北大巨蛋舉辦的主場賽事中，在第一位登上台北大巨蛋演出的韓國知名Kpop歌手泫雅的加持之下，吸引3萬4506名觀眾進場，成為中職史上最多觀眾人數紀錄。
9月21日至9月22日，於台北大巨蛋舉辦周思齊引退賽，並找來知名搖滾樂團五月天加持，吸引4萬名觀眾進場，成為大巨蛋史上第一、二次滿場的例行賽。
9月29日，於樂天桃園棒球場作客迎戰樂天桃猿，最終以8:5贏球，獲得下半季冠軍，奪隊史第19座季冠軍。
10月7日，以4比3逆轉戰勝台鋼雄鷹，確定拿下全年度戰績第一，保送取得台灣大賽資格。
10月14日，因統一7-ELEVEn獅從季後挑戰賽戰勝樂天桃猿，也確定中信兄弟在台灣大賽的對手是統一7-ELEVEn獅，也是兩軍第7次在台灣大賽交手。
10月25日，於台灣大賽以4勝1負擊敗統一7-ELEVEn獅，拿下隊史第十座總冠軍。

#### 2025年：邀請韓流帝王SUPER JUNIOR子團SUPER JUNIOR-D&E（東海 & 銀赫）及韓國K-pop的超人氣女團ITZY在台北大巨蛋擔任開球和表演貴賓
2025年1月16日，公布年度口號「進化」。
2025年8月2日，特別邀請韓國K-pop的超人氣女團ITZY在台北大巨蛋擔任開球和表演貴賓，這是ITZY第一次在大巨蛋表演，總共帶來七首人氣歌曲，觀眾人數也創下了四萬名的滿場紀錄。

## 球團法人沿革
- 1989年－1994年：兄弟棒球隊股份有限公司
- 1994年－2014年：兄弟象股份有限公司
- 2014年－2022年：兄弟育樂股份有限公司
- 2022年－至今：中國信託育樂股份有限公司[14]

## 歌曲與口號

### 應援曲
- 《兄弟象隊歌》
- 《原味兄弟》
- 《光芒像太陽》
- 《兄弟大象王》
- 《黃衫力量》
- 《中信兄弟開場曲–勝利卡農》
- 《黃衫弟兄之夜襲》
- 《原民勇士的熱情》
- 《萬人合唱的驕傲》
- 《OH MY BUDDY》
- 《台灣我最強》
- 《象一家人》
- 《邁向勝利》
- 《永不放棄》
- 《強攻不要停》
- 《冠軍榮耀歸象迷》
- 《黃色默契》
- 《黃潮再起》
- 《飛向黃潮》
- 《戰鬥吧！猛象軍團！》（先發陣容歌）
- 《勝利出擊》

### 嗆司曲
- 《CHARGE》
- 《黃潮來襲》
- 《兄弟精神》
- 《黃潮再起》
- 《黃潮降臨》
- 《進取勝利》
- 《猛象出擊》

### 年度歌曲
- 2016年《象前》，主唱／創作：宇宙人。改自宇宙人歌曲《往前》
- 2018年《拿下這一場》，主唱／創作：宇宙人
- 2019年《我的兄弟》，主唱：張志豪、王威晨、詹子賢、楊志龍、陳琥。
- 2020年《我們兄弟》，主唱：王威晨、詹子賢、岳東華、廖乙忠、彭政閔（歌曲前口白）
- 2021年《一心兄弟》，主唱：陳文杰、江坤宇、吳俊偉、林威助（歌曲前口白）
- 2022年《感動黃潮》，主唱：陳子豪、許基宏、江坤宇、張志豪、陳琥、王威晨（歌曲前口白）
- 2023年《連霸黃潮》，主唱：張志豪、陳子豪、陳文杰、岳政華、王政順 和聲：小安、波波、林可
- 2024年《進擊取勝》，主唱：鄭浩均、王政順、黃韋盛、張仁瑋
- 2025年《進化 B EVOLUTION》，主唱：蕭秉治、張志豪、王威晨、岳東華

### 年度口號
- 職棒7年（1996年）：把失去的找回來
- 職棒8年（1997年）：萬象更新，萬眾歸心
- 職棒11年（2000年）：公元兩千，兄弟領先
- 職棒12年（2001年）：世紀新兄弟
- 職棒13年（2002年）：兄弟同心，連霸冠軍
- 職棒14年（2003年）：邁象三連霸
- 職棒15年（2004年）：兄有成竹，弟造四連霸
- 職棒16年（2005年）：所象無敵，三造黃朝
- 職棒17年（2006年）：戰鼓驚天動地，稱霸天下唯我兄弟
- 職棒18年（2007年）：重現光輝，再造王朝/Think Yellow/黃潮澎湃
- 職棒19年（2008年）：YELLOW POWER/YELLOW WINNER
- 職棒19年台灣大賽（2008年）：FIGHTING!/挺象總冠軍
- 職棒20年（2009年）：堅持
- 職棒20年台灣大賽（2009年）：堅持/象‧逆襲
- 職棒21年（2010年）：從心開始/極‧戰力
- 職棒21年台灣大賽（2010年）：象心力
- 職棒22年（2011年）：從心開始/極‧戰力
- 職棒23年（2012年）：從心開始
- 職棒25年台灣大賽（2014年）：強攻
- 職棒26年（2015年）：BROTHERS, ALWAYS TOGETHER
- 職棒26年台灣大賽（2015年）：BACK 2 CHAMPIONS
- 職棒27年（2016年）：CHARGE 更強
- 職棒27年台灣大賽（2016年）：TOUCHDOWN 光榮達陣
- 職棒28年（2017年）：Brothers we trust！
- 職棒28年季後賽（2017年）：BOUNCE BACK
- 職棒28年台灣大賽（2017年）：黃潮來襲
- 職棒29年（2018年）：HONOR
- 職棒30年（2019年）：CHIAllenge
- 職棒31年（2020年）：CHASE
- 職棒31年台灣大賽（2020年）：B圈PION
- 職棒32年（2021年）：BRACE
- 職棒32年台灣大賽（2021年）：Light it up!
- 職棒33年（2022年）：RUN IT BACK
- 職棒33年台灣大賽（2022年）：BACK TO BACK
- 職棒34年（2023年）：黃潮
- 職棒35年（2024年）：進取
- 職棒35年台灣大賽（2024年）：進擊
- 職棒36年（2025年）：進化

## 歷年戰績

### 各上下半季及全年戰績
- (粗紅體字為聯盟史上最佳或最高成績)
- (粗黑體字為隊史最佳或最高成績)

| 球季         | 上半季 | 上半季 | 上半季 | 上半季 | 上半季 | 下半季 | 下半季 | 下半季 | 下半季 | 下半季 | 全年戰績 | 全年戰績 | 全年戰績 | 全年戰績 | 全年戰績 |
| 球季         | 勝     | 敗     | 和     | 勝率   | 名次   | 勝     | 敗     | 和     | 勝率   | 名次   | 勝       | 敗       | 和       | 勝率     | 名次     |
| ------------ | ------ | ------ | ------ | ------ | ------ | ------ | ------ | ------ | ------ | ------ | -------- | -------- | -------- | -------- | -------- |
| 兄弟象時期   |        |        |        |        |        |        |        |        |        |        |          |          |          |          |          |
| 1990         | 17     | 25     | 3      | 0.405  | 3      | 17     | 24     | 4      | 0.415  | 4      | 34       | 49       | 7        | 0.41     | 4        |
| 1991         | 20     | 23     | 2      | 0.465  | 3      | 17     | 26     | 2      | 0.395  | 4      | 37       | 49       | 4        | 0.43     | 4        |
| 1992         | 27     | 17     | 1      | 0.614  | 1      | 24     | 18     | 3      | 0.571  | 1      | 51       | 35       | 4        | 0.593    | 1        |
| 1993         | 28     | 16     | 1      | 0.636  | 1      | 24     | 20     | 1      | 0.545  | 2      | 52       | 36       | 2        | 0.591    | 2        |
| 1994         | 34     | 11     | 0      | 0.756  | 1      | 30     | 13     | 2      | 0.698  | 1      | 64       | 24       | 2        | 0.727    | 1        |
| 1995         | 25     | 25     | 0      | 0.5    | 4      | 23     | 26     | 1      | 0.469  | 3      | 48       | 51       | 1        | 0.485    | 4        |
| 1996         | 29     | 19     | 2      | 0.604  | 2      | 23     | 24     | 3      | 0.489  | 5      | 52       | 43       | 5        | 0.547    | 4        |
| 1997         | 23     | 20     | 5      | 0.535  | 3      | 22     | 24     | 2      | 0.478  | 5      | 45       | 44       | 7        | 0.506    | 3        |
| 1998         | --     | --     | --     | --     | --     | --     | --     | --     | --     | --     | 33       | 69       | 3        | 0.324    | 6        |
| 1999         | --     | --     | --     | --     | --     | --     | --     | --     | --     | --     | 37       | 53       | 4        | 0.411    | 5        |
| 2000         | 21     | 21     | 3      | 0.5    | 2      | 17     | 27     | 1      | 0.386  | 4      | 38       | 48       | 4        | 0.442    | 4        |
| 2001         | 17     | 23     | 5      | 0.425  | 3      | 27     | 16     | 2      | 0.628  | 1      | 44       | 39       | 7        | 0.53     | 2        |
| 2002         | 25     | 17     | 3      | 0.595  | 1      | 28     | 16     | 1      | 0.636  | 1      | 53       | 33       | 4        | 0.616    | 1        |
| 2003         | 27     | 20     | 3      | 0.574  | 3      | 36     | 11     | 3      | 0.766  | 1      | 63       | 31       | 6        | 0.67     | 1        |
| 2004         | 26     | 23     | 1      | 0.531  | 3      | 28     | 22     | 0      | 0.56   | 2      | 54       | 45       | 1        | 0.545    | 3        |
| 2005         | 25     | 23     | 2      | 0.521  | 3      | 22     | 26     | 2      | 0.458  | 6      | 47       | 49       | 4        | 0.49     | 4        |
| 2006         | 20     | 29     | 1      | 0.408  | 5      | 20     | 30     | 0      | 0.4    | 6      | 40       | 59       | 1        | 0.404    | 6        |
| 2007         | 24     | 25     | 1      | 0.49   | 4      | 25     | 25     | 0      | 0.5    | 4      | 49       | 50       | 1        | 0.495    | 3        |
| 2008         | 24     | 23     | 3      | 0.511  | 3      | 28     | 19     | 1      | 0.596  | 3      | 52       | 42       | 4        | 0.553    | 3        |
| 2009         | 21     | 38     | 1      | 0.356  | 4      | 33     | 25     | 2      | 0.569  | 1      | 54       | 63       | 3        | 0.462    | 4        |
| 2010         | 25     | 33     | 2      | 0.431  | 3      | 36     | 24     | 0      | 0.6    | 1      | 61       | 57       | 4        | 0.517    | 2        |
| 2011         | 28     | 32     | 0      | 0.467  | 3      | 32     | 28     | 0      | 0.533  | 2      | 60       | 60       | 0        | 0.5      | 3        |
| 2012         | 26     | 33     | 1      | 0.441  | 3      | 34     | 25     | 1      | 0.576  | 2      | 60       | 58       | 2        | 0.508    | 3        |
| 2013         | 26     | 34     | 0      | 0.433  | 4      | 29     | 31     | 0      | 0.483  | 3      | 55       | 65       | 0        | 0.458    | 4        |
| 中信兄弟時期 |        |        |        |        |        |        |        |        |        |        |          |          |          |          |          |
| 2014         | 19     | 40     | 1      | 0.322  | 4      | 31     | 26     | 3      | 0.544  | 1      | 50       | 66       | 4        | 0.431    | 4        |
| 2015         | 27     | 33     | 0      | 0.45   | 3      | 36     | 23     | 1      | 0.61   | 1      | 63       | 56       | 1        | 0.529    | 2        |
| 2016         | 35     | 23     | 2      | 0.603  | 1      | 33     | 27     | 0      | 0.55   | 2      | 68       | 50       | 2        | 0.576    | 1        |
| 2017         | 30     | 27     | 3      | 0.526  | 2      | 23     | 37     | 0      | 0.383  | 4      | 53       | 64       | 3        | 0.453    | 3        |
| 2018         | 20     | 40     | 0      | 0.333  | 4      | 28     | 31     | 1      | 0.475  | 3      | 48       | 71       | 1        | 0.403    | 4        |
| 2019         | 26     | 32     | 2      | 0.448  | 3      | 36     | 24     | 0      | 0.6    | 1      | 62       | 56       | 2        | 0.525    | 3        |
| 2020         | 37     | 23     | 0      | 0.617  | 1      | 30     | 28     | 2      | 0.517  | 3      | 67       | 51       | 2        | 0.568    | 1        |
| 2021         | 35     | 24     | 1      | 0.593  | 1      | 31     | 25     | 4      | 0.554  | 2      | 66       | 49       | 5        | 0.574    | 1        |
| 2022         | 32     | 26     | 2      | 0.552  | 2      | 37     | 21     | 2      | 0.628  | 1      | 69       | 47       | 4        | 0.595    | 2        |
| 2023         | 28     | 28     | 4      | 0.5    | 4      | 29     | 30     | 1      | 0.492  | 3      | 57       | 58       | 5        | 0.496    | 4        |
| 2024         | 32     | 28     | 0      | 0.533  | 3      | 38     | 22     | 0      | 0.633  | 1      | 70       | 50       | 0        | 0.583    | 1        |

※ 1998年、1999年為單一球季制。

### 季後賽戰績
| 球季     | 季後賽         | 季後賽   | 季後賽   | 台灣大賽       | 台灣大賽 | 台灣大賽 |
| 球季     | 交戰隊伍       | 勝       | 敗       | 交戰隊伍       | 勝       | 敗       |
| -------- | -------------- | -------- | -------- | -------------- | -------- | -------- |
| 兄弟象   |                |          |          |                |          |          |
| 1993     | 直接晉級       | 直接晉級 | 直接晉級 | 統一獅         | 4        | 2        |
| 2001     | 直接晉級       | 直接晉級 | 直接晉級 | 統一獅         | 4        | 3        |
| 2002     | 直接晉級       | 直接晉級 | 直接晉級 | 中信鯨         | 4        | 0        |
| 2003     | 直接晉級       | 直接晉級 | 直接晉級 | 興農牛         | 4        | 2        |
| 2008     | La New熊       | 3        | 0        | 統一7-ELEVEn獅 | 3        | 4        |
| 2009     | 直接晉級       | 直接晉級 | 直接晉級 | 統一7-ELEVEn獅 | 3        | 4        |
| 2010     | 直接晉級       | 直接晉級 | 直接晉級 | 興農牛         | 4        | 0        |
| 中信兄弟 |                |          |          |                |          |          |
| 2014     | 直接晉級       | 直接晉級 | 直接晉級 | Lamigo桃猿     | 1        | 4        |
| 2015     | 直接晉級       | 直接晉級 | 直接晉級 | Lamigo桃猿     | 3        | 4        |
| 2016     | 直接晉級       | 直接晉級 | 直接晉級 | 義大犀牛       | 2        | 4        |
| 2017     | 統一7-ELEVEn獅 | 3        | 1        | Lamigo桃猿     | 1        | 4        |
| 2019     | 直接晉級       | 直接晉級 | 直接晉級 | Lamigo桃猿     | 1        | 4        |
| 2020     | 直接晉級       | 直接晉級 | 直接晉級 | 統一7-ELEVEn獅 | 3        | 4        |
| 2021     | 直接晉級       | 直接晉級 | 直接晉級 | 統一7-ELEVEn獅 | 4        | 0        |
| 2022     | 味全龍         | 3        | 1        | 樂天桃猿       | 4        | 0        |
| 2024     | 直接晉級       | 直接晉級 | 直接晉級 | 統一7-ELEVEn獅 | 4        | 1        |

※ 1992年、1994年包辦上下半季冠軍，成為舊制中「當然的年度總冠軍」，故無台灣大賽。

### 按總教練分
| 時期        | 任次 | 姓名     | 球季 | 出賽 | 勝 | 敗 | 和 | 勝率  | 季後賽 | 總冠軍 |
| ----------- | ---- | -------- | ---- | ---- | -- | -- | -- | ----- | ------ | ------ |
| 兄 弟 象    | 1    | 曾紀恩   | 1990 | 90   | 34 | 39 | 7  | .466  | 0      | 0      |
| 兄 弟 象    | 1    | 曾紀恩   | 1991 | 90   | 38 | 49 | 3  | .437  | 0      | 0      |
| 兄 弟 象    | 2    | 森下正夫 | 1992 | 90   | 51 | 35 | 4  | .593  | 0      | 1      |
| 兄 弟 象    | 3    | 山根俊英 | 1993 | 90   | 52 | 36 | 2  | .591  | 1      | 1      |
| 兄 弟 象    | 3    | 山根俊英 | 1994 | 90   | 64 | 24 | 2  | .727  | 0      | 1      |
| 兄 弟 象    | 3    | 山根俊英 | 1995 | 100  | 48 | 51 | 1  | .485  | 0      | 0      |
| 兄 弟 象    | 4    | 江仲豪   | 1996 | 100  | 52 | 43 | 5  | .547  | 0      | 0      |
| 兄 弟 象    | 4    | 江仲豪   | 1997 | 96   | 45 | 44 | 7  | .506  | 0      | 0      |
| 兄 弟 象    | 4    | 江仲豪   | 1998 | 105  | 33 | 69 | 7  | .324  | 0      | 0      |
| 兄 弟 象    | 5    | 中山俊丈 | 1999 | 94   | 37 | 53 | 4  | .411  | 0      | 0      |
| 兄 弟 象    | 6    | 林百亨   | 2000 | 90   | 38 | 48 | 6  | .442  | 0      | 0      |
| 兄 弟 象    | 6    | 林百亨   | 2001 | 6    | 1  | 5  | 0  | .167  | 0      | 0      |
| 兄 弟 象    | 7    | 林易增   | 2001 | 84   | 43 | 34 | 7  | .558  | 1      | 1      |
| 兄 弟 象    | 7    | 林易增   | 2002 | 90   | 53 | 33 | 4  | .616  | 1      | 1      |
| 兄 弟 象    | 7    | 林易增   | 2003 | 100  | 63 | 31 | 6  | .670  | 1      | 1      |
| 兄 弟 象    | 7    | 林易增   | 2004 | 97   | 53 | 43 | 1  | .552  | 0      | 0      |
| 兄 弟 象    | 代   | 榊原良行 | 2004 | 3    | 1  | 2  | 0  | .333  | 0      | 0      |
| 兄 弟 象    | 7    | 林易增   | 2005 | 100  | 48 | 48 | 4  | .500  | 0      | 0      |
| 兄 弟 象    | 8    | 吳思賢   | 2006 | 100  | 40 | 59 | 1  | .404  | 0      | 0      |
| 兄 弟 象    | 9    | 王光輝   | 2007 | 100  | 49 | 50 | 1  | .495  | 0      | 0      |
| 兄 弟 象    | 9    | 王光輝   | 2008 | 100  | 52 | 42 | 4  | .553  | 1      | 0      |
| 兄 弟 象    | 9    | 王光輝   | 2009 | 26   | 7  | 19 | 0  | .269  | 0      | 0      |
| 兄 弟 象    | 10   | 中込伸   | 2009 | 94   | 47 | 44 | 3  | .516  | 1      | 0      |
| 兄 弟 象    | 11   | 陳瑞振   | 2010 | 120  | 60 | 56 | 2  | .517  | 1      | 1      |
| 兄 弟 象    | 代   | 陳琦豐   | 2010 | 2    | 1  | 1  | 0  | .500  | 0      | 0      |
| 兄 弟 象    | 11   | 陳瑞振   | 2011 | 120  | 60 | 60 | 0  | .500  | 0      | 0      |
| 兄 弟 象    | 11   | 陳瑞振   | 2012 | 120  | 60 | 58 | 2  | .508  | 0      | 0      |
| 兄 弟 象    | 12   | 謝長亨   | 2013 | 120  | 55 | 65 | 0  | .458  | 0      | 0      |
| 中 信 兄 弟 | 1    | 謝長亨   | 2014 | 120  | 50 | 66 | 4  | .431  | 1      | 0      |
| 中 信 兄 弟 | 1    | 謝長亨   | 2015 | 40   | 17 | 23 | 0  | .425  | 0      | 0      |
| 中 信 兄 弟 | 2    | 吳復連   | 2015 | 80   | 46 | 33 | 1  | .582  | 1      | 0      |
| 中 信 兄 弟 | 2    | 吳復連   | 2016 | 120  | 68 | 50 | 2  | .576  | 1      | 0      |
| 中 信 兄 弟 | 3    | 史耐德   | 2017 | 120  | 53 | 64 | 3  | .453  | 1      | 0      |
| 中 信 兄 弟 | 3    | 史耐德   | 2018 | 102  | 42 | 59 | 1  | .416  | 0      | 0      |
| 中 信 兄 弟 | 代   | 丘昌榮   | 2018 | 1    | 0  | 1  | 0  | .000  | 0      | 0      |
| 中 信 兄 弟 | 代   | 伯納     | 2018 | 17   | 6  | 11 | 0  | .353  | 0      | 0      |
| 中 信 兄 弟 | 4    | 伯納     | 2019 | 120  | 62 | 56 | 2  | .525  | 1      | 0      |
| 中 信 兄 弟 | 5    | 丘昌榮   | 2020 | 120  | 67 | 51 | 2  | .568  | 1      | 0      |
| 中 信 兄 弟 | 6    | 林威助   | 2021 | 120  | 66 | 49 | 5  | .574  | 1      | 1      |
| 中 信 兄 弟 | 6    | 林威助   | 2022 | 120  | 69 | 47 | 4  | .595  | 1      | 1      |
| 中 信 兄 弟 | 6    | 林威助   | 2023 | 25   | 9  | 15 | 1  | .375  | 0      | 0      |
| 中 信 兄 弟 | 代   | 陳江和   | 2023 | 1    | 1  | 0  | 0  | 1.000 | 0      | 0      |
| 中 信 兄 弟 | 7    | 彭政閔   | 2023 | 94   | 47 | 43 | 4  | .522  | 0      | 0      |
| 中 信 兄 弟 | 8    | 平野惠一 | 2024 | 120  | 70 | 50 | 0  | .583  | 1      | 1      |

## 退休背號

### 現存退休背號
- 23 彭政閔（2023年）
- 67 曾紀恩（2012年）

### 已失效退休背號
- 4 林易增（於2008年恢復啟用）
- 26 王光輝（於2012年恢復啟用）

## 啦啦隊
中信兄弟應援團及專屬啦啦隊Passion Sisters
- 2016年底球團宣布舉辦成軍以來首次公開徵選。
- 2017年球季人數擴編到16人至今
- 2024年韓國的啦啦隊員邊荷律、李丹妃宣布加入，史上有韓國啦啦隊成員的首例。

## 外部連結
- 官方网站
- 中信兄弟的Facebook專頁
- 中信兄弟的Instagram帳戶
- 中信兄弟的X（前Twitter）
- 中信兄弟官方頻道的Twitch频道
- YouTube上的中信兄弟頻道
- 中信兄弟在台灣棒球維基館上的頁面（繁體中文）